# Tibor von Földváry
Tibor von Földváry (5 luglio 1863 – 27 marzo 1912) è stato un pattinatore artistico su ghiaccio ungherese, specializzato nel singolo.

## Palmarès
| Evento             | 1892 | 1893 | 1894 | 1895 |
| ------------------ | ---- | ---- | ---- | ---- |
| Campionati europei | 2°   | 4°   | 3°   | 1°   |